# 체코의 여자 가수 목록

## 가
- 가브리엘라 군치코바

## 나
- 주자나 나바로바
- 야밀라 노보트나

## 다
- 에미 데스틴
- 리부셰 도마닌스카
- 요세파 두셰크르
- 렌카 두실로바
- 레나타 드뢰슬레르
- 틴나 띤

## 라
- 라두자
- 이르마 라이쇼바
- 아네타 랑게로바

## 마
- 리부셰 마로바
- 마르타 아 테나
- 레오나 마찰코바
- 루제나 마투로바
- 야자로슬라바 막소바

## 바
- 마르티나 바르타
- 이베타 바르토쇼바
- 바라 바시코바
- 샤르카 반코바
- 이트카 발코바
- 루드밀라 베르네노바
- 루드밀라 보르사코바
- 다샤 보카타
- 루치에 본드라치코바
- 헬레나 본드라치코바
- 하나 블라지코바
- 파블라 비코파로바
- 이바 비토바
- 카테지나 빈테로바
- 루시에 빌라
- 베라 빌라
- 클라라 비티스코바

## 사
- 이지지나 셰이발로바
- 스타니슬라바 소우치코바
- 베라 소우쿠포바
- 블란카 슈루모바
- 밀라다 슈브르토바
- 헬레나 슈타쵸바
- 베라 슈피나로바
- 야밀라 슐라코바
- 테레사 스톨츠
- 마리야 루지츠카 스트로지
- 야나 시코로바

## 아
- 에디타 아들레로바
- 모니카 압솔로노바
- 페트라 야누
- 마르타 얀도바
- 마르티나 얀코바
- 하나 얀쿠
- 헤이디 얀쿠
- 카테시나 얄로브초바
- 엘레아노라 에렌베르구
- 가브리엘라 에이베노바
- 마리아 예리차
- 에바 올메로바
- 야나 요나쇼바
- 하나 요나쇼바
- 에바 우르바노바
- 마르케타 이르글로바

## 자
- 하나 자고로바

## 차
- 일로나 차코바
- 소나 체르베나
- 루드밀라 체르빈코바
- 페트라 체르노츠카
- 알렉산드라 치바노바
- 이트카 치반차로바

## 카
- 보제나 카체로프스카
- 테레자 케른들로바
- 마그달레나 코제나
- 나탈리에 코차보바
- 마르케타 콘비치코바
- 마르타 쿠비쇼바
- 나데즈다 크니플로바

## 타
- 헬레나 타레르무쇼바
- 마리아 타우베로바
- 이레나 트로우포바

## 파
- 다그마르 파트라소바
- 테레자 페르그네로바
- 다그마르 페츠코바
- 마리 포드발로바
- 베르타 포에르스테로바
- 페트라 푸도바
- 블라스타 프라루쵸바
- 이바 프륄링고바
- 라드카 피샤로바
- 베티 피비코바
- 에바 필라로바

## 하
- 하나 헤게로바